# 제네바 공화국
제네바 공화국(프랑스어: République de Genève)은 1541년 장 칼뱅에 의해 선포되었고, 1798년 프랑스에 합병되었으며, 1813년 회복되었다가 1815년에 스위스 연방(Confédération suisse)의 일원으로 가입하였다.

## 역사

### 건립
1306년 26개 가문 대표 및 몇몇 사람들이 상당한 특권을 받고 사부아의 아메데 5세의 가신이 되었다. 이 후원의 결과로 1309년 에몽 드 카르 (Aymon de Quart) 주교는 주교의 관할권에 대해서는 침해하지 않는다는 조건으로 제네바 시의 주민 자치를 위한 위원회를 구성할 권리를 인정하였다. 1309년 최고 회의가 창설됨으로써 구 제네바 공화국이 건립되었다. 구 공화국은 시의 이익을 추구하기 위해 광범위한 권한을 가진 대표자들을 임명할 권리를 가졌다. 네 명의 대표자들은 위원회를 구성하고 주교와 합의한 바 시의 치안과 범죄에 대한 재판과 국방과 군대, 병원과 학교의 감독, 공공 사업, 그리고 당연한 귀결로서 재정 등에 있어서 권한을 시민의 이름으로 행사하였다.

### 칼비니스트 공화국
1526년부터 독일어권 상인들이 제네바 상인들 사이에 루터주의 종교개혁을 전파하였다. 1535년 10월 1일 주민들은 1522년부터 지배하던 피에르 드 라 봄(Pierre de la Baume) 주교를 추방하였다. 1541년 장 칼뱅은 교회법령을 제정하고 시 회의와 협의하였다. 이것은 역으로 세속권력이 교회를 통제하는 것을 막기 위한 것이었다. 시는 이전에 주교 소유로 되어 있던 농경지역 주민에 대해 주교가 가지고 있던 왕권과 영주권을 이어받았다. 1543년 칼뱅에 의해 개정된 시 법령으로 새로운 공화국 체제가 수립되었다. 공화국은 스위스 연방의 프로테스탄트 칸톤들과 동맹을 강화하였고 1584년 영구적 동맹 관계를 결성하였다.

### 프랑스에 합병
프랑스 혁명의 영향은 1792년 제네바에도 미쳤다. 1794년 2월 새 혁명정부가 세워지고 모든 시민의 평등이 선포되었다. 그 해 7월 로베스피에르가 암살당한 뒤에 반혁명이 일어났으며 1796년 혁명은 전복되었다. 이는 1798년 프랑스의 제네바 침공을 유발하여 제네바는 프랑스의 레만 행정도의 한 부분이 되었다.

### 스위스 연방 가입
1813년 제네바 공화국은 다시 독립하였고 1815년 스위스 연방의 스물두째 주인 제네바 주로 가입하였다. 빈 회의에서 프랑스령과 사부아령으로 조금 확장된 영토를 인정받았다. 현재까지도 제네바는 제네바 공화국 및 칸톤(République et canton de Genève)을 공식 명칭으로 사용한다.

## 자료
이 문서는 프랑스어판 위키백과로부터 번역된 자료를 포함하고 있음